# گیدووال
گیدووال (به پرتغالی: Guidoval) یک منطقهٔ مسکونی در برزیل است که در میناز ژرایس واقع شده‌است. گیدووال ۷٬۰۵۱ نفر جمعیت دارد.